# Музей сучасного мистецтва Австралії
Музей сучасного мистецтва Австралії — австралійський музей, розташований у Сіднеї, присвячений виключно виставкам, інтерпретаціям та колекціонуванню сучасного мистецтва як з Австралії, так і з усього світу. Він розміщений у будівлі в стилі арт-деко у колишньому Будинку ради морських служб на Круговій набережній.
Музей був відкритий в 1991 році як Музей сучасного мистецтва в Сіднеї, а з 2010 року отримав 58 млн. австралійських доларів для реконструкції Відкрився 29 березня 2012 року під теперішньою назвою Музей сучасного мистецтва Австралії. Колекція містить понад 4000 робіт австралійських художників, придбаних з 1989 року. Колекція має потужний запас живопису, фотографії, скульптури, роботи на папері, а також значне представлення робіт художників аборигенів.

## Історія

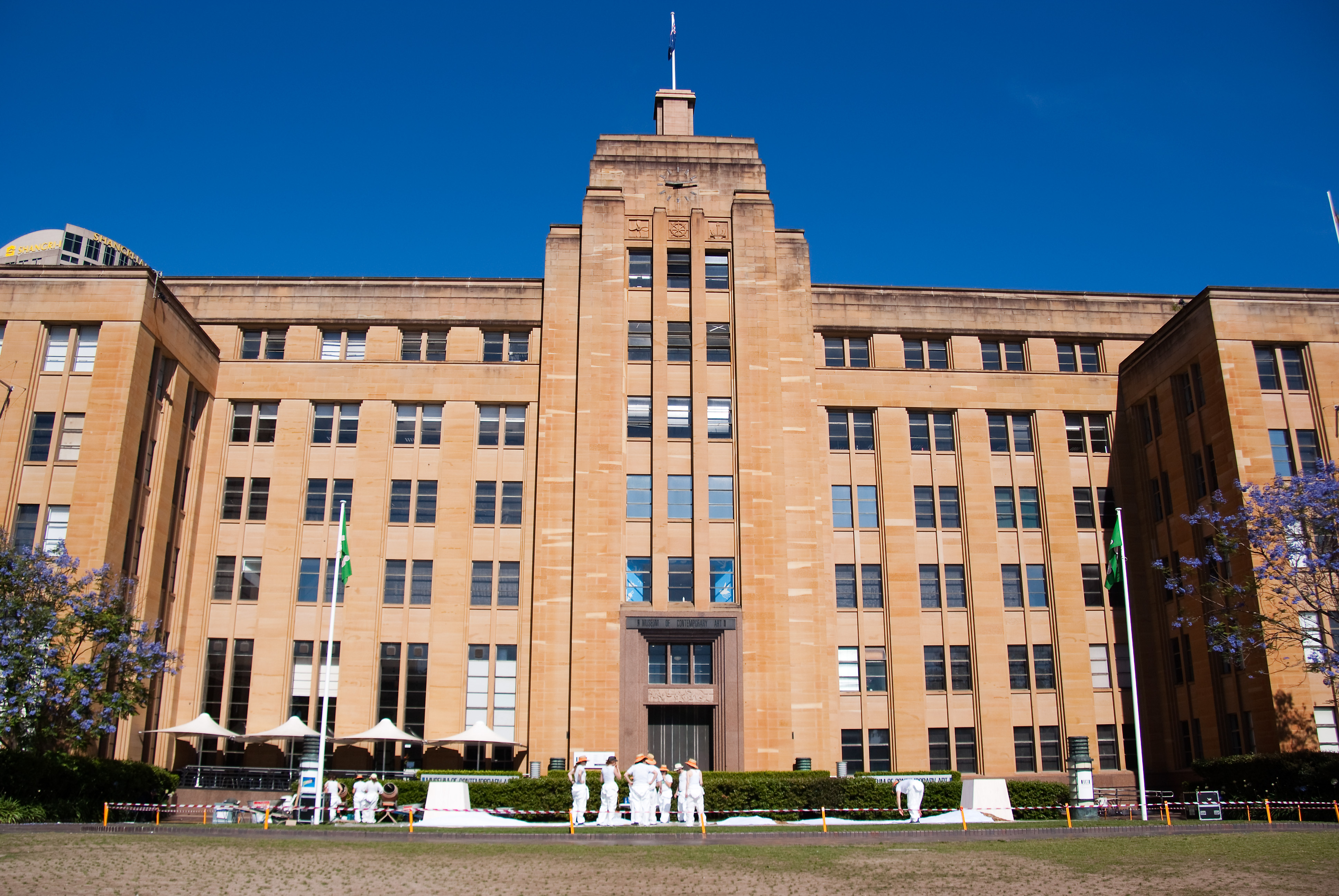
Музей сучасного мистецтва у приміщенні колишньої будівлі MSB.

Створення музею було задумом австралійського художника-емігранта Дж. В. Пауера (1881—1943), який заповів своє особисте багатство Сіднейському університету з чіткою метою інформування та навчання австралійців у галузі сучасного візуального мистецтва.
У грудні 1970 р. Сіднейський університет також отримав заповіт Сеймура для центру виконавських мистецтв і прагнув об'єднати два заповіти в художній комплекс, який містив би в собі Центр Сеймура та об'єкти Інституту енергетики, включаючи будинок для Галереї Центр Сеймура був відкритий в 1975 році.
Колекція творів мистецтва отримала форму «Галереї сучасного мистецтва», мандрівної колекції творів мистецтва без постійної адреси. Між смертю Джона Пауера та остаточним заснуванням музею колекція розміщувалась у Сіднейському університеті. Вона зберігалась в університетській бібліотеці Фішера протягом 1970-х років. Колекція функціонувала як виставка в будівлі Медсена між 1980 і 1989 рр.
З переміщенням Управління морських служб (MSB) з побудованого в 1949 році п'ятиповерхового будинку в більші приміщення в 1989 році, будинок та ділянка були передані урядом Нового Південного Уельсу Музею сучасного мистецтва. Профінансоване Сіднейським університетом відновлення та реконструкція будівлі розпочалася в 1990 році під керівництвом Ендрю Андерсона. У листопаді 1991 року Музей сучасного мистецтва офіційно відкрився.
Нове розширення музею у 2012 р. Головою правління музею був Саймон Мордант (2010—2020). У липні 2020 року роль голови взяла на себе Лотарингія Тарабай.
Музей сучасного мистецтва Австралії — це некомерційна благодійна організація, яка отримує постійне фінансування та підтримку від уряду штату Новий Південний Уельс через Art NSW та уряду Співдружності через Раду Австралії. Щороку MCA збирає приблизно 70 % свого доходу з різних джерел, таких як виставки та заходи, спонсорство, пожертви та найм місць.

## Архітектура
Музей складається з двох крил, основний розділ розміщений у колишній будівлі Управління морських служб (MSB).

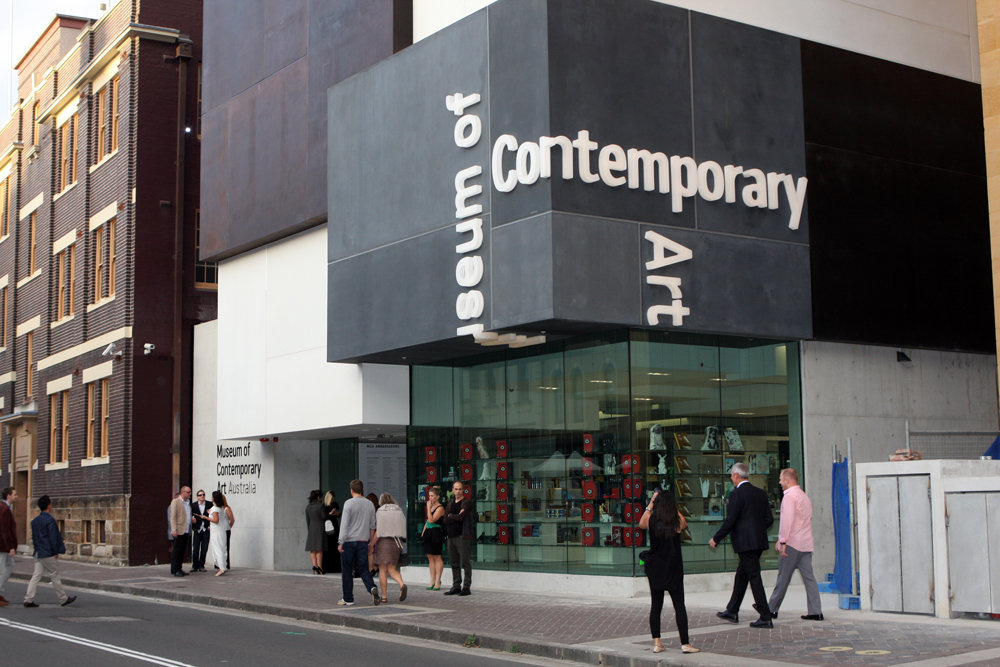
Музейний вхід

Архітектура Музею сучасного мистецтва викликала як критику, так і похвалу австралійських і міжнародних коментаторів, в основному спрямованих на контрастні фасади будівель. Колишня будівля MSB — це шість поверхів з цегли та бетону з зовнішнім виглядом в стилі ар-деко. Колишні офіси будівлі були відремонтовані у більш відкритий простір із рухомими стінами, щоб задовольнити виставкові вимоги. Будівля є спадщиною, внесеною до списку у штаті Новий Південний Уельс і федеральному масштабі.
Музей має сучасний дизайн, натхненний кубізмом. Його фасад складається з чорно-білих коробок, що перекриваються, з великими кутовими вікнами. Наявні бібліотека, навчальні класи та тераса скульптури на даху з видом на гавань. Під час реставрації також створило спеціальні приміщення в будівлі для виставки відеомистецтва.

## Колекції
Основою колекцією музею є твори, які були у час первісного заснування музею.
Політика придбання музею, заснована на волі Джона Пауера, який прагнув придбати твори міжнародного сучасного мистецтва. Дуже рідко купували картини австралійських митців як доповнення до іноземної колекції. Починаючи з 2002 року, музей змістив акцент на австралійських художників і наразі вміщує понад 4500 робіт.

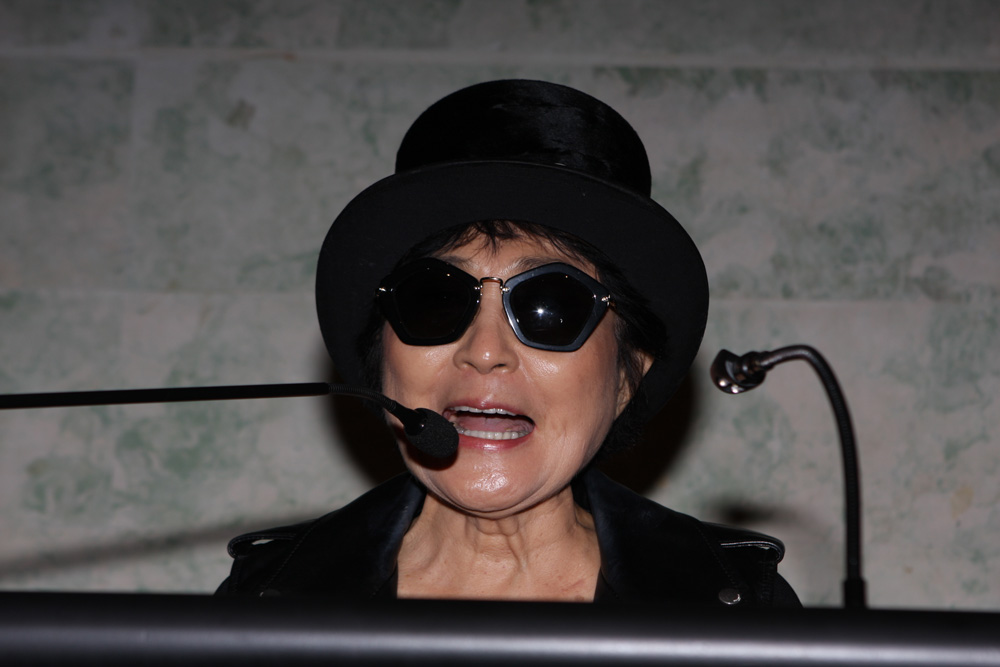
Йоко Оно на відкритті своєї виставки в 2013 році.

### Виставки
- Піпілотті Ріст — «Sip My Ocean» (2018)
- Грейсон Перрі — «Моя маленька мистецька кар'єра» (2016)
- Йоко Оно — «Війна закінчилася! (якщо хочеш)» (2013)
- Аніш Капур (2013)
- Енні Лейбовіц — «Життя фотографа 1990—2005» (2011)
- Яйой Кусама — «Дзеркальні роки» (2009)
- Патрісія Піччініні — «Поклик дикої природи» (2002)
- Сінді Шерман — «Ретроспектива» (1999)
- Марина Абрамович — «Об'єкти, перформанс, відео, звук» (1998)
- Кіт Харінг (1996)
- Енді Уорхол — «Портрети» (1994)

### Виставка Primavera
Виставка Primavera проводиться з 1992 року на честь дочки Синтії Джексон Белінди. Представляються роботи австралійських художникі віком від 35 років.

## Програми
Музей сучасного мистецтва протягом свого календарного року проводить низку публічних програм, включаючи дослідницьку програму «Мистецтво + деменція».

### Програма Белла
Програма «Белла» музею — це творча програма для людей з обмеженими можливостями та їх сімей.

### Genext
«GENEXT» проводиться з 2005 року як програма громадської участі, спрямованої на молодь у віці від 12 до 18 років, яку проводить Молодіжний комітет. GENEXT — це позаурочна програма, яка включає такі заходи, як жива музика, дискусії та мистецькі майстер-класи. Проводиться чотири рази на рік, і протягом перших десяти років роботи взяло участь понад 16 000 учасників.
У співпраці з Художньою галереєю Нового Південного Уельсу Музей сучасного мистецтва бере участь у Сіднейському фестивалі та Сіднейській бієнале. Запланована на 2020 рік відбувається частково в мережі через пандемію COVID-19 в Австралії .